# Kto? (singel)
Kto? – trzeci singel Nosowskiej i siódmy utwór z albumu 8.

## Tekst
Katarzyna Nosowska: ""Kto?" to tekst, w którym pytam, kto tym wszystkim zawiaduje. I nie oczekuję już konkretnej odpowiedzi Deklaruję jedynie ciekawość."